# 27 Sorries
27 Sorries è un singolo  della cantante svedese naturalizzata statunitense Peg Parnevik, pubblicato il 7 giugno 2019.

## Tracce
1. 27 Sorries – 2:31 (testo: Peg Parnevik, Josefin Glenmark, Jimmy Jansson, Palle Hammarlund, Isa Tengblad – musica: Erik Lewander)